# Brachyactis pubescens
Brachyactis pubescens là một loài thực vật có hoa trong họ Cúc. Loài này được Aitch. & Clarke mô tả khoa học đầu tiên năm 1881.